# Episodi di Between (seconda stagione)
La seconda stagione della serie televisiva Between, composta da 6 episodi, in Canada, va in onda a partire dal 30 giugno 2016 sul canale Citytv, mentre in Italia è stata resa interamente disponibile sul servizio di streaming on demand Netflix il 1º luglio 2016.
| nº | Titolo originale | Titolo italiano        | Prima TV Canada | Pubblicazione Italia |
| -- | ---------------- | ---------------------- | --------------- | -------------------- |
| 1  | Get out of Town  | Via dalla città        | 30 giugno 2016  | 1º luglio 2016       |
| 2  | Us vs. Them      | Noi contro di loro     | 7 luglio 2016   | 1º luglio 2016       |
| 3  | Hope             | Speranza               | 14 luglio 2016  | 1º luglio 2016       |
| 4  | Extraction       | Estrazione             | 21 luglio 2016  | 1º luglio 2016       |
| 5  | Horatio Rising   | La minaccia Horatio    | 28 luglio 2016  | 1º luglio 2016       |
| 6  | Don't Look Back  | Non guardarti indietro | 4 agosto 2016   | 1º luglio 2016       |